# Función unidireccional

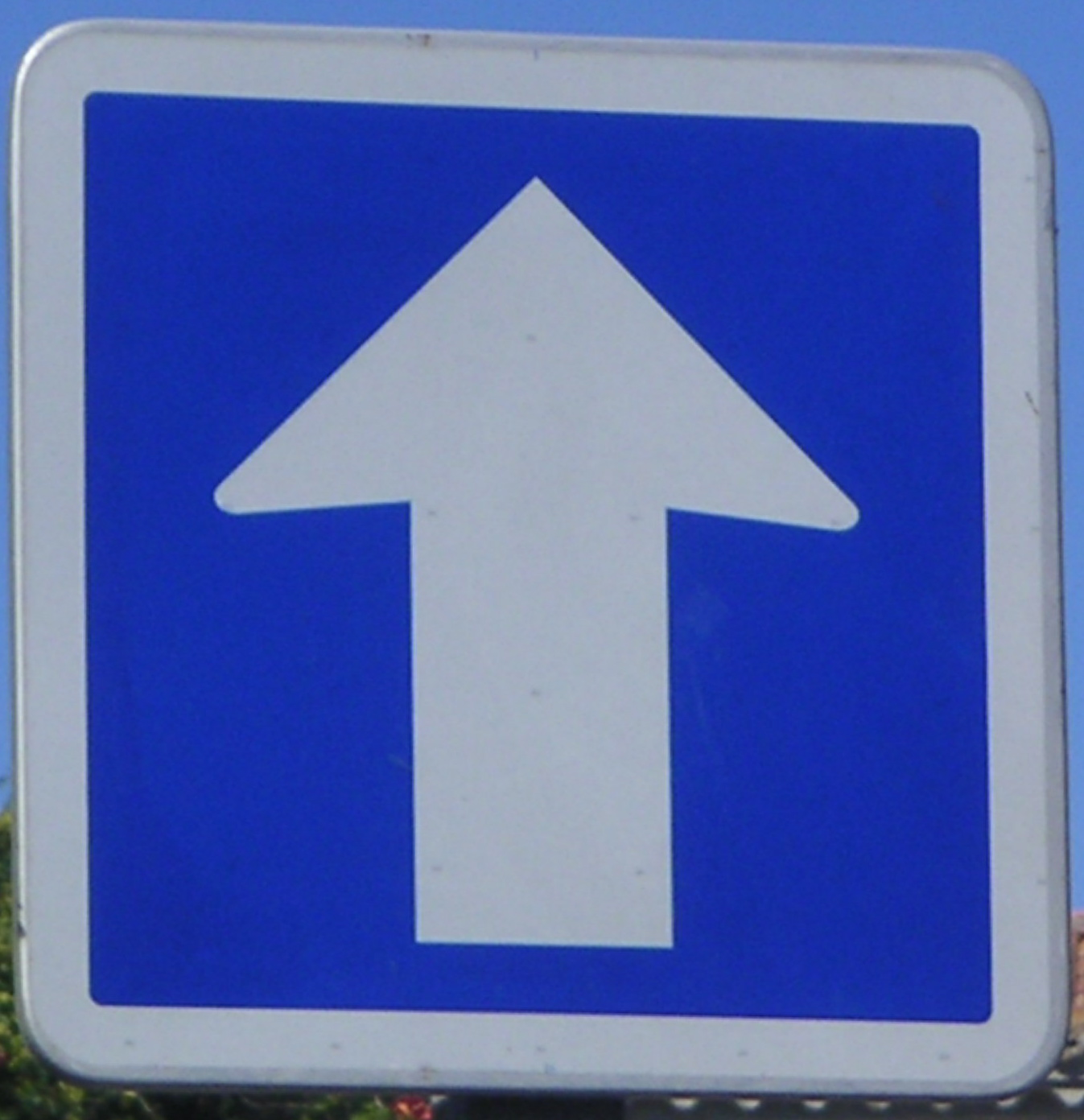
Ejemplo en una fotografía de una señal de tráfico con una flecha unidireccional.

Las funciones unidireccionales también conocidas como funciones de un solo sentido son funciones que tienen la propiedad de ser fáciles de calcular pero difíciles de invertir. Fácil de calcular se refiere a que un algoritmo la puede computar en tiempo polinomial, en función de la longitud de la entrada. Difícil de invertir significa que no hay algoritmo probabilístico que en tiempo polinomial puede computar una preimagen de f(x) cuando x es escogido al azar. Algunas personas conjeturan que el logaritmo discreto y la inversión RSA son funciones de un solo sentido.

## Importancia
Si las funciones de un solo sentido existen, entonces la criptografía de clave pública (public key cryptography) es posible. Su existencia implicaría que las clases de complejidad P y NP no son iguales.

## Conjetura actual
La existencia de funciones de un solo sentido es una conjetura que todavía no ha podido ser probada.